# ベトナムの世界遺産

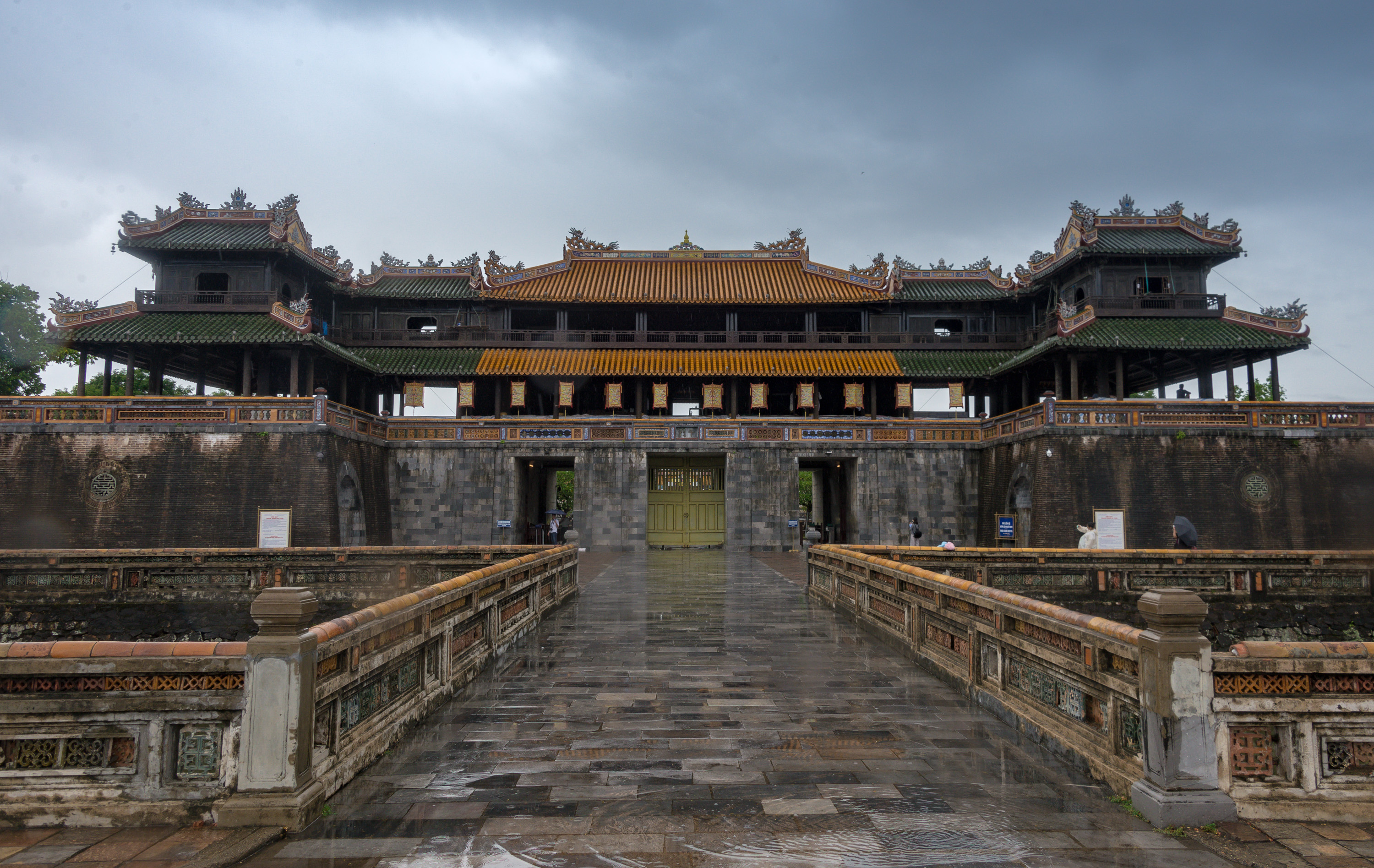
グエン朝王宮の午門

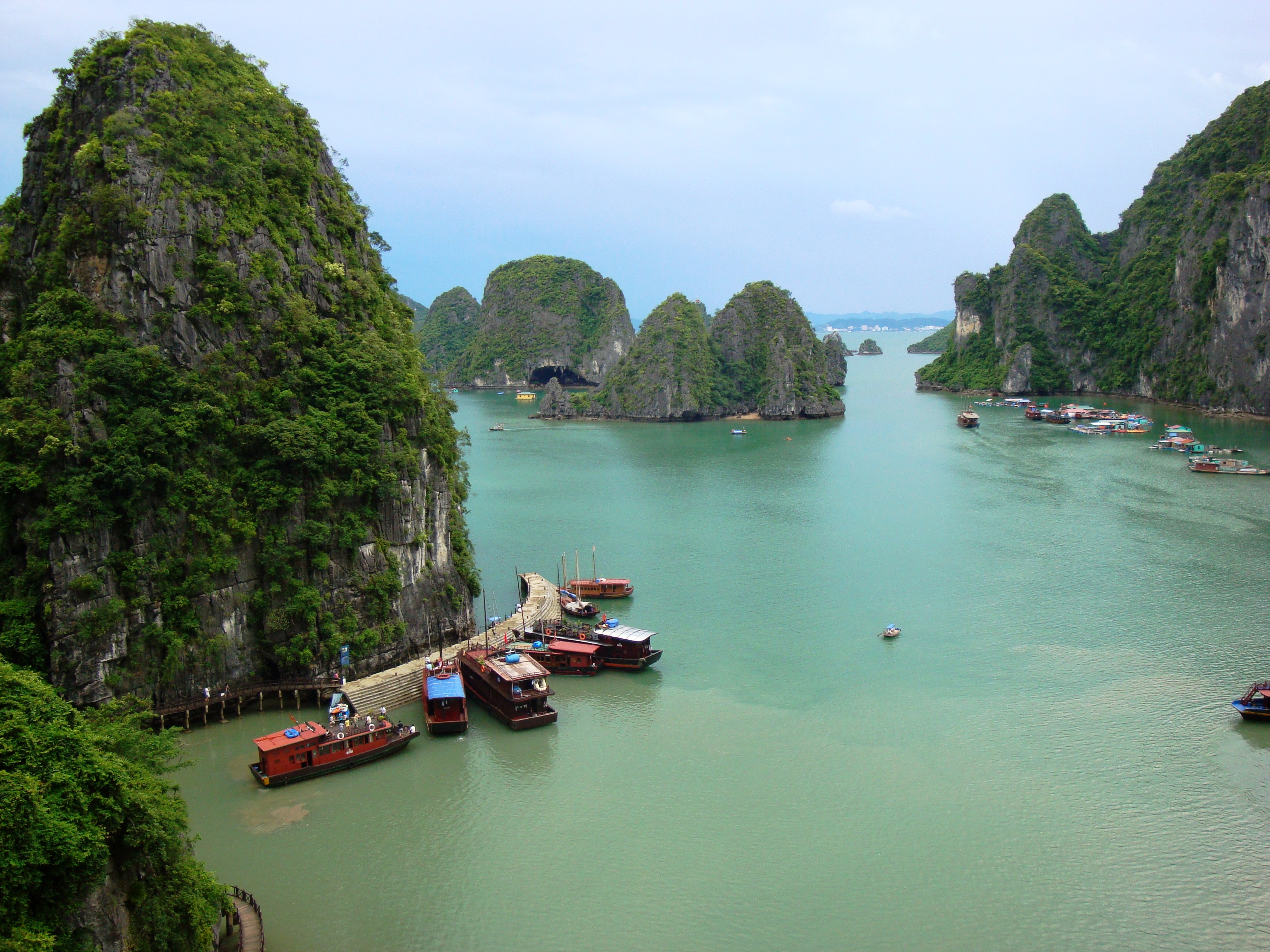
ハロン湾

ベトナムの世界遺産（ベトナムのせかいいさん）とは、ユネスコの世界遺産に登録されているベトナム国内の文化・自然遺産の一覧。　　　　

## 世界遺産

### 文化遺産
- フエの建造物群 - （1993年）
- 古都ホイアン - （1999年）
- ミーソン聖域 - （1999年）
- ハノイのタンロン皇城の中心区域 - （2010年）
- 胡朝の城塞 - （2011年）

### 自然遺産
- ハロン湾＝カットバー群島（ベトナム語版） - （1994年、2000年）
- フォンニャ＝ケバン国立公園 - （2003年、2015年拡大）

### 複合遺産
- チャンアンの景観関連遺産 - （2014年）

## 無形文化遺産
- ベトナムの雅楽（2003年）
- ベトナム中央高原におけるゴングの文化的空間（2005年）